# ギルフォード伯爵
ギルフォード伯爵（英語: Earl of Guilford）は、イギリスの伯爵位。
過去に3回創設されており、現存する第3期は第2代ギルフォード男爵フランシス・ノースが1752年にグレートブリテン貴族として叙されたのに始まる。

## 歴史

### 第1期・第2期
イングランド貴族初代デンビー伯爵ウィリアム・フィールディング(1587頃-1643) の娘でアイルランド貴族初代ボイル子爵ルイス・ボイル (1619–1642) の妻であるエリザベス・ボイル(-1667) は、ヘンリエッタ皇太后の寝室女官を務め、1660年7月14日には一代限りでイングランド貴族爵位「サリー州におけるギルフォード女伯爵 (Countess of Guildford, in the County of Surrey)」に叙せられた。これが最初のギルフォード伯爵位の創設である。
ついでチャールズ2世の側近集団Cabalの一員であるスコットランド貴族初代ローダーデイル公爵ジョン・メイトランド (1616–1682) が、1674年6月25日にイングランド貴族爵位「ギルフォード伯爵 (Earl of Guilford)」に叙せられている。これが2期目の創設だが、彼には男子がなかったので一代で廃絶している。

### 第3期

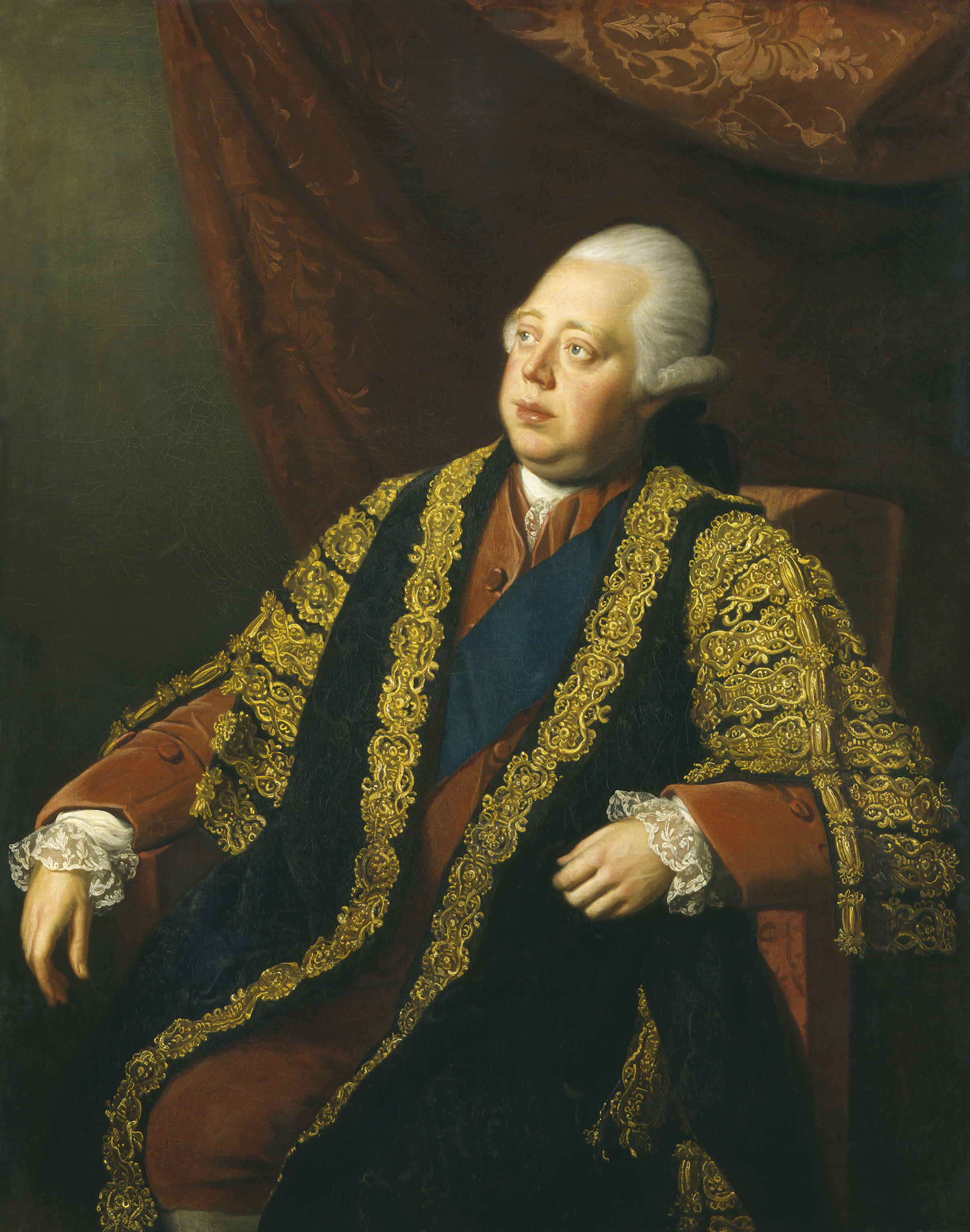
首相を務めた第2代ギルフォード伯爵フレデリック・ノース

3期目のギルフォード伯爵位はノース男爵とギルフォード男爵位を前身とする。第4代ノース男爵ダドリー・ノース(1602-1677) の次男で法律家・庶民院議員フランシス・ノース(1637–1685) は、1683年9月27日にイングランド貴族「サリー州におけるギルフォードのギルフォード男爵 (Baron Guilford, of Guilford in the County of Surrey)」に叙せられた。そしてその孫である3代ギルフォード男爵フランシス・ノース (1704–1790) は、襲爵前にトーリー党の庶民院議員を務めたのち1729年に襲爵して貴族院議員に転じ、1734年には本家筋にあたる第6代ノース男爵ウィリアム・ノースからノース男爵を継承、さらに1752年4月8日にグレートブリテン貴族「ギルフォード伯爵 (Earl of Guilford)」に叙された。
その息子である2代伯フレデリック (1732–1792) もトーリー党の政治家となり、襲爵前ノース卿の儀礼称号を使っていた頃の1770年から1782年にかけて首相を務めた。彼はアメリカ独立戦争中の首相として知られる。しかし同戦争の戦況悪化で議会の支持を失って辞職に追い込まれている。
2代伯の長男で3代伯となったジョージ (1757–1802) には女子しかおらず、1802年に彼が死去するとギルフォード伯爵は弟フランシス (1761–1817) に継承された一方、議会召集令状によって創設されたノース男爵は女子・女系による継承が可能なため両爵位は分離した。
2代伯の末息子の5代伯フレデリック (1766–1827) は、1798年から1805年にかけて英領セイロン総督を務め、セイロン島（スリランカ）の統治にあたった。
5代伯が子供なく死去したことで初代伯に遡っての分流フランシス (1772–1861) が6代伯位を継承した。以降2016年現在まで彼の直系によって継承され続けている。2016年現在の当主は第10代ギルフォード伯爵ピアーズ・ノース (1971-) である。

## 現当主の保有爵位
現当主ピアーズ・ノースは以下の爵位を保有している。
- 第10代ギルフォード伯爵 (10th Earl of Guilford)
(1752年4月8日の勅許状によるグレートブリテン貴族爵位)
- サリー州におけるギルフォードの第12代ギルフォード男爵 (12th Baron Guilford, of Guilford in the County of Surrey)
(1683年9月27日の勅許状によるイングランド貴族爵位)

初代伯から3代伯までは上記のほかノース男爵を従属爵位として保持していたため、爵位の法定推定相続人はノース卿（Lord North）の儀礼称号で称されていた。ギルフォード伯爵がノース男爵を保持しなくなって以後も、残る唯一の従属爵位の爵位名が「ギルフォード」であるため、法定推定相続人は引き続きノース卿を儀礼称号として称している。

## 一覧

### ギルフォード女伯爵 第1期 (1660年)
- 初代ギルフォード女伯エリザベス・ボイル（英語版） (-1667)

### ギルフォード伯爵 第2期 (1674年)
- 初代ローダーデイル公・2代ローダーデイル伯・初代ギルフォード伯・初代ピタシャム男爵[13]ジョン・メイトランド (1616–1682)

### ギルフォード男爵 (1683年)
- 初代ギルフォード男爵フランシス・ノース（英語版） (1637–1685)
- 2代ギルフォード男爵フランシス・ノース (1673–1729)
- 3代ギルフォード男爵フランシス・ノース (1704–1790) 
  - 1734年、ノース男爵を継承
  - 1752年、ギルフォード伯爵に叙される

### ギルフォード伯爵 第3期 (1752年)
- 初代ギルフォード伯フランシス・ノース (1704–1790)
- 2代ギルフォード伯フレデリック・ノース (1732–1792)
- 3代ギルフォード伯ジョージ・オーガスタス・ノース (1757–1802)
  - 1802年、ノース男爵位は娘たちの間で保持者不在（abeyance）となる
- 4代ギルフォード伯フランシス・ノース (1761–1817)
- 5代ギルフォード伯フレデリック・ノース (1766–1827)
- 6代ギルフォード伯フランシス・ノース (1772–1861)
- 7代ギルフォード伯ダドリー・フランシス・ノース (1851–1885)
- 8代ギルフォード伯フレデリック・ジョージ・ノース (1876–1949)
- 9代ギルフォード伯エドワード・フランシス・ノース (1933–1999)
- 10代ギルフォード伯ピアーズ・エドワード・ブラウンロー・ノース (1971-)
  - 法定推定相続人現当主の息子ノース卿(儀礼称号)フレデリック・ノース (2002-)